# Правосудие: Первобытный город
«Правосудие: Первобытный город» (англ. Justified: City Primeval) — 8-серийный мини-сериал, созданный Дейвом Эндроном и Майклом Диннером и вышедший на телеканале FX летом 2023 года. Продолжение телесериала «Правосудие», повествующего о приключениях маршала США Рейлана Гивенса. Сюжет основан на романе Элмора Леонарда «Первобытный город», в котором был заменён протагонист.
Исполнители главных ролей Тимоти Олифант и Онжаню Эллис номинировались на премию «Выбор критиков» за лучшие роли в драматическом сериале.

## Сюжет
Помощник маршала Рейлан Гивенс проводит отпуск со своей дочерью-подростком Уиллой. Они приезжают в Детройт, где Гивенс оказывается втянут в расследование жестокого убийства судьи Гая и его помощницы. Он пускается по следу «дикаря из Оклахомы» Клемента Манселла, которому долго удаётся выходить сухим из воды благодаря удаче и профессиональной работе его адвоката Кэролин Уайлдер.

## В ролях
- Тимоти Олифант — помощник маршала Рейлан Гивенс
- Онжаню Эллис — адвокат Кэролин Уайлдер
- Бойд Холбрук — Клемент Манселл
- Вонди Кёртис-Холл — Маркус «Свити» Суитон
- Аделаида Клеменс — Сэнди Стэнтон
- Марин Айрленд — детектив Морин Дауни
- Виктор Уильямс — детектив Венделл Робинсон
- Норберт Лео Бутц — детектив Норберт Брил
- Вивиан Олифант — Уилла Гивенс, дочь Рейлана
- Реджина Тейлор — Дайан, прокурор
- Александр Побуцкий — Скендер
- Терри Кинни — Тома, глава албанской мафии
- Кит Дэвид — судья Элвин Гай
- Пол Кальдерон — детектив Рэймонд Круз
- Дэвид Кросс — Бёрт Дикки
- Уолтон Гоггинс — Бойд Краудер
- Натали Зиа — Вайнона Хокинс
- Луис Гусман — офицер Рамирес
- Мэтт Крэйвен — маршал Дэн Грант
- Дэвид Кокнер — помощник маршала Грег Саттер